# Wikstroemia delavayi
Espèce
Classification phylogénétique
Wikstroemia delavayi est une espèce d'arbuste de la famille des Thymelaeaceae qui pousse dans les forêts d'altitude entre 2 000 m et 2 700 m, dans la province du Yunnan en République populaire de Chine. Son écorce est utilisée par le peuple Naxi pour fabriquer un papier traditionnel qui jouait un rôle important dans la religion Dongba. 

## Étymologie
Le nom de genre Wikstroemia a été créé par le botaniste et sinologue autrichien Endlicher en l’honneur du botaniste suédois Wikström (1789-1856) qui se consacra à l’étude des Thymelaeaceae.
L’épithète spécifique  delavayi  a été créé par le botaniste Paul Lecomte (1856-1934)  du Muséum national d’histoire naturelle en l’honneur du père Jean-Marie Delavay qui rassembla une des collections botaniques les plus importantes de la fin du XIXe siècle, dans une région limitée du Yunnan pour le compte du MNHN.

## Synonymes
Selon Tropicos, les synonymes sont :
- Daphne delavayi (Lecomte) Halda
- Daphne scytophylla subsp. mekongensis (W.W. Sm.) Halda
- Wikstroemia mekongensis W.W. Sm

## Description

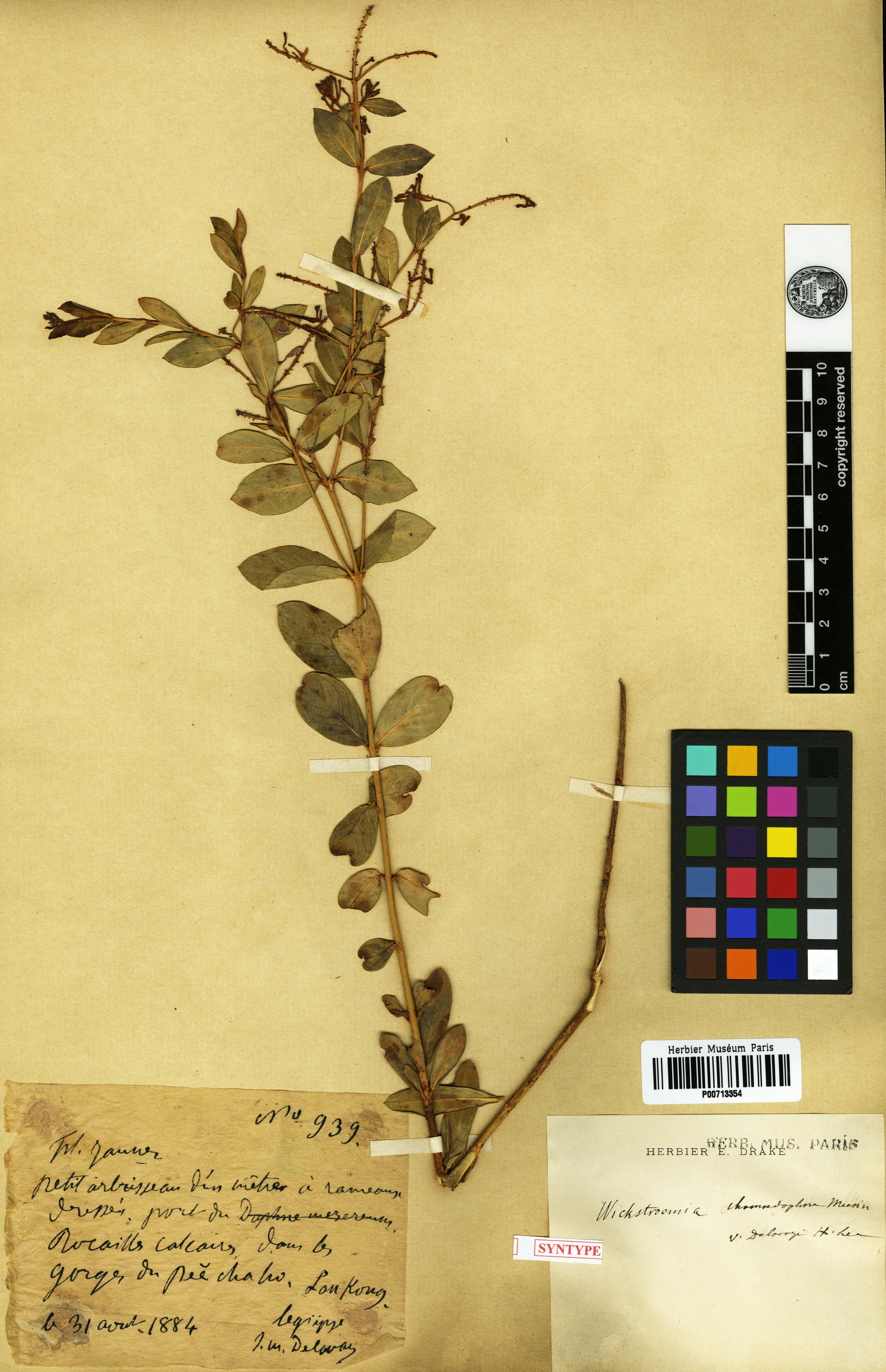
Rameau de Wistroemia delavay, collecté par le père Delavay, sur un « petit arbrisseau d'un mètre à rameaux dressés, dans des rocailles calcaires »

Wikstroemia delavayi  est un arbuste de 1 à 2 m de haut, avec de jeunes rameaux vert pâle, devenant pourpre ou brunâtre en vieillissant, glabres. 
Les feuilles opposées, sont plus grandes vers l'apex de la tige ; le pétiole fait env. 2 millimètres ; le limbe est vert pâle sur la face supérieure, plus pâle sur la face inférieure, lancéolé-obovale, obovale ou oblancéolé, de 3–5,5 cm de long sur 1,6–2,5 cm de large.
L’inflorescence terminale, paniculée, fait 3-4(-12) cm, à 9 cm de large. L’axe s’allonge considérablement à l’époque de la fructification.
La fleur apétale comporte un calice violet carmin à vert jaunâtre avec du violet à l'apex ; le tube est de 8-10 × 1 mm, à extérieur pubérulent épars et 4 lobes, oblongs. Les 8 étamines sont disposées en 2 cercles (verticilles) à l’intérieur du tube, à filet court et anthère oblongue.
Le fruit est une drupe sèche ou demi-sèche, cylindrique de 4 × 1,2 mm, entourée du calice persistant.
La floraison et la fructification a lieu en automne.

## Distribution et habitat
Chine: Sichuan, Yunnan.
L’espèce pousse dans les forêts de vallée, les zones arbustives ou calcaires, entre 2 000 et 2 700 m.

## Utilisation
Cette plante est utilisée pour son écorce par le peuple Naxi (un groupe de la famille des langues sino-tibétaines), ainsi que l'espèce voisine Wikstroemia lichiangensis, pour en faire du papier, notamment utilisé dans les sûtra de leur culture Dongba. La fabrication de ce papier, nommé papier Dongba, qui fut d’abord une activité des prêtres Dongba, résulte depuis les années 1990 uniquement de l’activité économique des foyers villageois profitant de la fièvre du tourisme de masse à Lijiang pour écouler leur production.
Le papier produit avec cette écorce est insecticide, ce qui facilite la conservation de ce papier.
La plante pousse sur des sols rocheux calcaires à une altitude de 1700 à 3 800 m dans le Xian autonome naxi de Yulong, au nord de la ville de Lijiang, et à 2 000 mètres d'altitude, comme dans le canton de Sanbei, sur le plateau du Tibet.